# Le Perray-en-Yvelines
Le Perray-en-Yvelines là một xã thuộc tỉnh Yvelines trong vùng Île-de-France miền bắc nước Pháp.